# Jean-Baptiste Pater

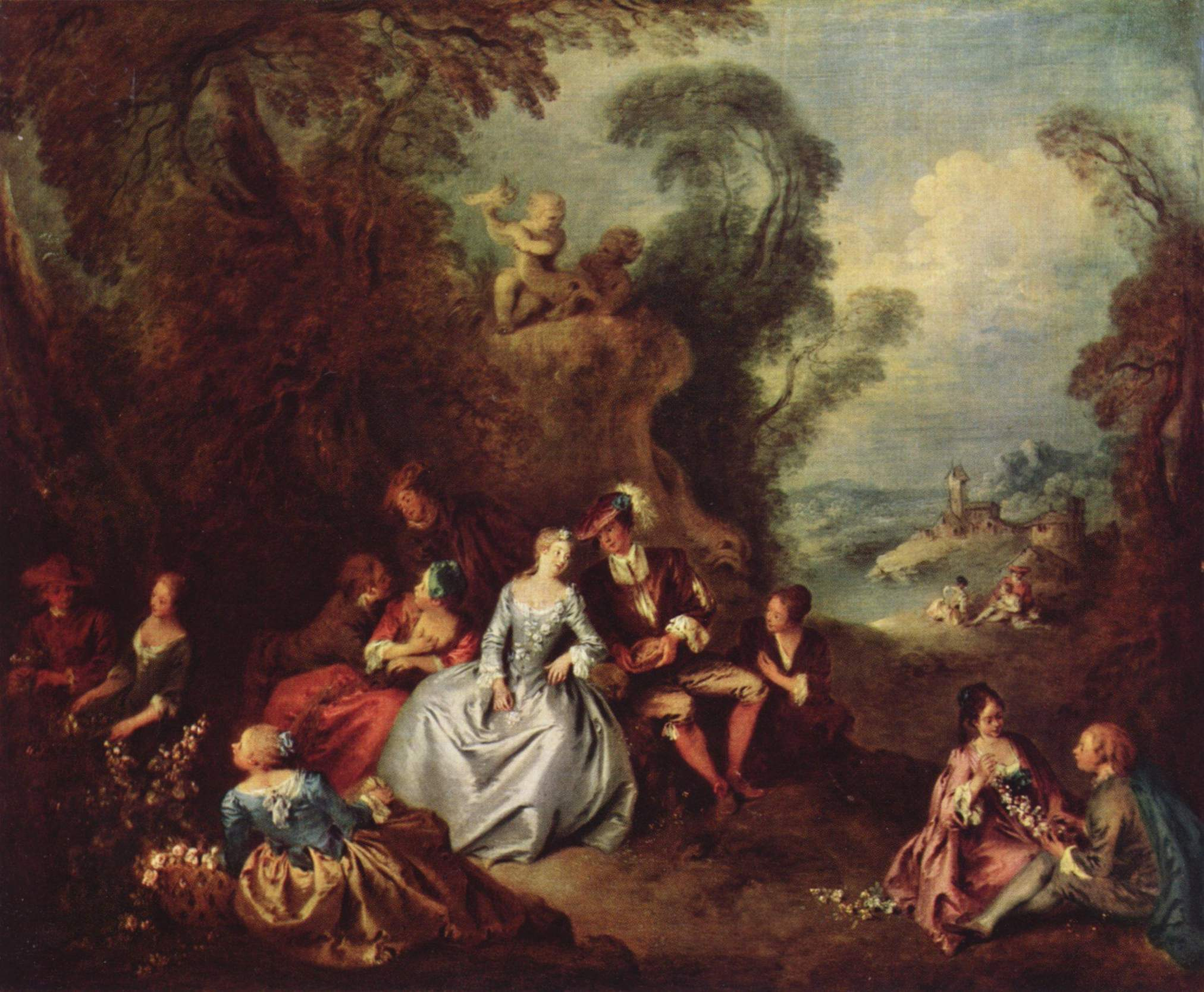
Jean-Baptiste Pater:Die Freude des Landlebens, 1730-1735

Jean-Baptiste Pater (Valenciennes, 29 de desembre de 1695-París, 25 de juliol de 1736) va ser un pintor francès d'estil rococó.
Pater era el fill de l'escultor Antoine Pater, qui va ser el seu mestre fins que va esdevenir estudiant d'Antoine Watteau. Va ser acceptat per la Reial Acadèmia de Pintura i Escultura Francesa el 1728. El seu client més destacat va ser Frederic el Gran, qui va posar per a dos retrats en l'estil de «turqueria»:Le Sultan au Harem i Le Sultan au Jardin.
La majoria de les obres de Pater estan a prop en estil i el tema de les festes galants de Watteau.